# 李曙原
李曙原（1997年2月17日—），韓國男演員。2015年起透過參演《錐子》及《任意依戀》兩部電視劇，而在韓國打開知名度。他的姓名曾被音譯為「李瑞元」。
2018年4月8日因涉嫌酒後性騷同席女藝人，甚至傳出以凶器脅迫遭移送法辦。2018年5月16日經紀公司發表聲明：「因為李曙原演員發生的不光彩事件，讓大家耗費心力感到非常抱歉。」並表示「為掌握正確事實而向本人確認後，得知是在和熟悉朋友的私人聚會酒席中，因醉酒而發生的。」、「不會有任何辯解，只希望向大眾低頭認罪，非常抱歉。李曙原演員本人因此輕率行為，以致女方及大眾耗費如此大心力的事件，承認錯誤並反省中。」其後，即將首播的電視劇《想暫停的瞬間：About Time》宣布將他戲份刪除，將找其他演員代替重拍。次日，音樂節目《Music Bank》也跟進宣布退出固定主持班底。
2018年11月，他在沒有發出通函的情況下入伍，擔任運輸大隊司機，其後在軍事法院被判有期徒刑1年，緩刑2年執行，並於2020年6月退役。

## 演出作品

### 電視劇
| 年份   | 電視台 | 劇名           | 角色           | 備註       |
| ------ | ------ | -------------- | -------------- | ---------- |
| 2015年 | JTBC   | 錐子           | 李秀仁（少年） | 客串       |
| 2016年 | KBS    | 任意依戀       | 魯直           | 男配角     |
| 2017年 | tvN    | 她愛上了我的謊 | 徐燦英         | 第二男主角 |
| 2017年 | MBC    | 醫療船         | 金載傑         | 第二男主角 |

### 網路劇
| 年份   | 播放平台 | 劇名       | 角色           | 性質       |
| ------ | -------- | ---------- | -------------- | ---------- |
| 2017年 | JTBC     | 終極羅曼史 | 尹東俊／池雪宇 | 第一男主角 |

### 電影
- 2016年：《輕敲你的心門》飾演 金鎮奎（短篇電影）
- 2017年：《隊長金昌洙（朝鲜语：대장 김창수）》飾演 金千東

### MV
- 2017年：韓東根〈안 될 사랑〉（與薛仁雅）

## 綜藝節目

### 主持
- 2016年11月11日－2018年5月11日：KBS《Music Bank》固定主持（與率濱（LABOUM））

## 廣告代言
- 2014年 好麗友 情巧克力派廣告 - '오리온제과 초코파이'
- 2014年 韓國養樂多  - 益生菌 '更健康的乳酸菌'
- 2014年 好鄰居굿네이버스 助學捐款廣告 - '세상을 위한 좋은 변화'
- 2015年 Life with Oui-bot 監視器廣告- '일어나, 아들'
- 2015年 校園暴力防治運動 - '如果校園暴力' （页面存档备份，存于）
- 2015年 화이투벤 通鼻劑噴霧 - '코감기, 이젠 뿌리세요'
- 2015年 SPC集團 70周年 - 'Nice to meet you'
- 2015年 Samsung  明天過後解決方案  - 'Be a Hero'

## 獲獎及提名經歷
| 年度 | 頒獎典禮         | 獎項       | 作品   | 結果 |
| ---- | ---------------- | ---------- | ------ | ---- |
| 2017 | 2017 MBC演技大賞 | 男子新人獎 | 醫療船 | 提名 |

## 外部連結
- 官方网站